# Olenecamptus indianus
Olenecamptus indianus är en skalbaggsart som först beskrevs av Thomson 1857. Olenecamptus indianus ingår i släktet Olenecamptus och familjen långhorningar.
Artens utbredningsområde är Myanmar. Inga underarter finns listade i Catalogue of Life.